# Sarah Calogero
Sarah Calogero (Vizzolo Predabissi, 13 aprile 1981) è un'ex modella e attrice italiana.

## Biografia
Conseguito il diploma di liceo artistico, si iscrive al corso di laurea in scienze turistiche della IULM di Milano. Studia recitazione presso la scuola CTA di Milano e inglese alla New York University.
Inizia la carriera come modella, conquistando copertine e servizi fotografici su riviste come Max, Harper's Bazar e GQ. Nel 2001 vince il concorso Elite Model Look Italia. Sempre nel 2001 debutta nel cinema con il ruolo di Martina nel film Merry Christmas di Neri Parenti. Nel gennaio del 2006 ritorna sul grande schermo con Eccezzziunale veramente - Capitolo secondo... me di Carlo Vanzina.
Tra il 2005 e il 2006 appare su Canale 5 nelle prime due stagioni della serie televisiva, Un ciclone in famiglia, e partecipa ad un episodio della terza stagione della serie TV R.I.S. - Delitti imperfetti.
Nel 2006 gira il film Euclide era un bugiardo, opera prima di Viviana Di Russo, nelle sale nel 2009. Nei due anni successivi torna ad interpretare il ruolo di Ludovica Fumagalli in Un ciclone in famiglia. Nel 2009 interpreta il ruolo di  Albina Battiston nella sesta stagione della serie TV Un medico in famiglia di Rai 1.
Nel 2012 annuncia di volere abbandonare il mondo dello spettacolo per potersi dedicare ad altre attività.

## Filmografia

### Cinema
- Merry Christmas, regia di Neri Parenti (2001)
- Eccezzziunale veramente - Capitolo secondo... me, regia di Carlo Vanzina (2006)
- Euclide era un bugiardo, regia di Viviana Di Russo (2009)

### Televisione
- Carabinieri – serie TV (2004)
- Un ciclone in famiglia – serie TV (2005)
- R.I.S. - Delitti imperfetti – serie TV, episodio 3x05 (2007)
- Piloti – serie TV, 2 episodi (2008)
- Un medico in famiglia 6 – serie TV (2009)
- Bastardi dentro – serie TV, 1 episodio (2010)
- La lanterna – serie TV, 1 episodio (2010)
- In tour – serie TV, 1 episodio (2010)